# أديب نظمي
أديب نظمي الطناحي المصري (1840 - 1918) صحفي وشاعر سوري. نشأ في دمشق وتعلم بها. دخل الصحافة وعمل محررًا في الصحف دمشق والشام و سورية. أصدر جريدة المنتخبات عام 1910 وأتبعها بجريدة الكائنات أسبوعية التي لم تدم طويلاً. كان رئيس كتاب محكمة الاستئناف في ولاية سوريا العثمانية. من آثاره الأصداف والدرر. قتل أثر قصف الجوي أثناء معركة دمشق في أيام 26 سبتمبر – 1 أكتوبر 1918.

## سيرته
ولد أديب نظمي الطناحي المصري في 1840 بدمشق وتعلم بها. دخل الصحافة وساعد في تحرير جريدة الشام الرسمية، في أول صدورها بدمشق. عين رئيسًا لكتاب محكمة الاستئناف بولاية سورية في أواخر العهد العثماني. وكتب رسالة الأصداف والدرر ونشرها سنة 1885 وعلّت له شهرة. 

ثم عمل محررًا في الصحيفة دمشق' وحرر القسم العربي من جريدة سورية، وبعد إعلان الدستور العثماني، أصدر جريدة المنتخبات في 1910 وأتبعها بجريدة الكائنات أسبوعية قبل الحرب العالمية الأولى التي لم تدم طويلاً. ومرض وأقعد. 

قتل أثر قصف الجوي في أيام معركة دمشق من معارك الدولة العثمانية «لما دخلت طلائع العرب والإنكليز دمشق خرج على كرسي متحرك إلى صحن داره فحامت طائرة عثمانية‌ وألقت قنبلة أصابته شظاياها، وكانت القنبلة الوحيدة التي ألقيت على دمشق طول مدة الحرب فقتلته.»

## شعره
ذكره عبد العزيز سعود البابطين في معجمه وقال عنه «شاعر مداح إلى حدِّ المغالاة كما في مدحه والي الشام حسين ناظم باشا، ومعانيه مكررة، كما مارس التشطير والتخميس على عادة شعراء عصره.»

## حياته الشخصية
تزوج بالأديبة والمؤرخة زينب فواز وافترقا. إضافة إلى ذلك كان نظمي متزوجًا من ثلاث نساء غيرها، ولكن لا يجارينها في مجالات الأدب والعلم، «فدبّت نار الغيرة بينهم عندها قررت الانفصال عن أديب، وهي التي كانت ترفض تعدد الزوجات، وترى فيه وبالًا على العائلة...» فانفصلت زينب فواز عن أديب نظمي وحصلت على الطلاق، وعادت إلى مصر.